# Suore francescane di San Giuseppe (Stevens Point)
Le Suore Francescane di San Giuseppe (in inglese Sisters of St. Joseph of the Third Order of St. Francis) sono un istituto religioso femminile di diritto pontificio: i membri di questa congregazione pospongono al loro nome la sigla S.S.J.

## Storia
La congregazione fu fondata il 1º luglio 1901 a Stevens Point per l'istruzione dei figli degli immigrati polacchi.
Sebastian Messmer, vescovo di Green Bay, aveva incaricato uno dei suoi sacerdoti, Luke Pesciński, di reclutare suore polacche per costituire il nuovo istituto: Pesciński aveva invitato un gruppo di francescane di Milwaukee a staccarsi dalla loro congregazione e a stabilirsi a Stevens Point.
La congregazione ricevette il pontificio decreto di lode il 9 aprile 1902.

## Attività e diffusione
Le suore gestiscono ospedali e centri di riabilitazione per tossicodipendenti, scuole superiori, di educazione speciale, per infermieri, di formazione catechistica; prestano servizio anche in scuole non proprie.
Oltre che negli Stati Uniti d'America, sono presenti in Brasile, Perù, Porto Rico e Sudafrica; la sede generalizia è a Stevens Point.
Nel 2007 la congregazione contava 322 suore in 156 case.